# Нинослав Радовановић
Нинослав (Душан) Радовановић (Ниш, 6. мај 1940) српски је академик и доктор медицинских наука. Један је од најпознатијих кардиохирурга у Србији, који је дао значајан допринос увођењу нових кардиохируршких метода на отвореном срцу, а од 2009. и редовни члан Српске академије наука и уметности.

## Живот
Рођен је (6. мај 1940) у Нишу где је завршио основну и средњу школу, а даље школовање је наставио на Медицинском факултету у Београду. Студије је завршио у предвиђеном року са средњом оценом 9,26. Једно време је боравио у Нишу, а онда је 1967. отишао у Швајцарску, где је прво радио на општој хирургији. Даље стручно усавршавање 1970. је наставио на кардиоваскуларној хирургији у Женеви и након пет година усавршавања кардиохируршких вештина, код професора Шарла Хана, добио је звање помоћника хирурга, а затим кардиоваскуларног хирурга и хирурга консултанта. Даље школовање на постдипломским студијама обавио је у најбољим школама кардиоваскуларне хирургије у Женеви, Паризу и Хјустону.
Вратио се у Србију где је основао и постао први директор Института за кардиоваскуларне болести у Сремској Каменици. То је сјајан период развоја српске кардиохирургије, а Институт Сремска Каменица, је постао светски позната и призната установа, делом и по резултатима рада др Радовановића и његовог тима. Због неких недовољно разјашњених чињеница 1999. др Радовановић, је смењен са дужности директора Института, а затим је 2001, након петооктобарских промена у Србији враћен на ту дужност, да би 2006. поново био смењен са дужности директора Института за кардиоваскуларне болести у Сремској Каменици. Након овог догађаја др Радовановић је напустио Србију и почиње са радом у Словенији где је постао оснивач центра за кардиоваскуларну хирургију у Изоли, Словенија.
Одликован је Сретењским орденом првог степена (2024).

## Дела
Нинослав Радовановић је у досадашњем раду обавио преко 13.000, веома сложених операција из коронарне, валвуларне и конгениталне хирургије на отвореном срцу уз примену вантелесне циркулације. Преносећи своје знање и искуство учествовао је и на преко 7.000 операција у Србији и многим центрима света.
Само у периоду од 1987. до 2005. др Нинослав Радовановић одржао је 41 предавање по позиву научних комитета и националних института у иностранству. Од 1995. руководи пројектом „Квалитет живота после операције на отвореном срцу“ и међународним пројектом „WHO MONICA – Нови Сад“. Од 1972. до данас др Радовановић саопштио је и публиковао самостално и са сарадницима преко 1.200 научних радова.
Рад др Радовановић карактеришу бројне новине у оперативне захватима као и друге методе у кардиохирургији, међу којим се истичу;
- Редукциона анулопластика двоструког митралног и трикуспидног ушћа, RADO, на пацијентима са примарном дилатираном кардиомиопатијом.[7]
- Нове оперативне технике у кардиохирургији на отвореном срцу и коронарним крвним судовима.
- Бројне иновације у области поуздане процене дијагностичких података тешких срчаних поремећаја.
- Новине у постоперативном праћењу и реанимацији болесника након сложених кардиохируршких захвата.
- Низак морталитет болесника након извршених оперативних захвата на срцу који се кретао испод 2,7% (што је у рангу најуспешнијих кардиохирурга света).[8]

## Признања
За свој дугогодишњи рад др Нинослав Радовановић добија многа признања; 
- Године 2003. бива изабран за дописног члана Српска академија наука и уметности (САНУ), а 5. новембра 2009. постаје редован члан Одељења медицинских наука САНУ.[9]
- Орден југословенске заставе са златном звездом.[2]
- Награда АВНОЈ-а.
- Орден Светог Саве првог реда, 1995.[2]
- Орден Његоша првог реда (Република Српска).[2]
- Златна медаља X конгреса кардиолога Југославије, 1989.[2]
- Октобарска награда и повеља града Новог Сада, 1989.[2]
- Фебруарска награда града Новог Сада за 1999.[2]
- Признање Бизнис партнер 2001, које додељује компанија MASS Media International.[2]
- Златна статуа за научног радника-менаџера, коју додељују Привредна комора Војводине и Универзитет у Новом Саду, 2002.[2]